# The Fever
The Fever è film del 2004 diretto da Carlo Gabriel Nero, basato sull'eponimo dramma del 1990, interpretato dall'attore/sceneggiatore Wallace Shawn.

## Trama
Una donna inglese si sveglia nel cuore della notte nel letto disfatto di un albergo in una città devastata dalla guerra civile. La donna ha la febbre alta e non riesce a connettere. Tenta di ricordarsi perché si trovi lì in un momento così difficile. Durante la notte, mentre è febbricitante, i ricordi la assalgono. Rivive momenti felici della sua infanzia e della sua adolescenza, il lavoro che la entusiasmava, le persone incontrate, la musica e l'arte che l'appassionavano. Ricorda anche quando è dovuta andar via per vivere lontano. All'alba, finalmente, la febbre accenna a diminuire e lei ha una nuova consapevolezza: la sua corresponsabilità del dolore e della povertà che la circondano.

## Riconoscimenti
Screen Actors Guild Awards
- 2008 Nomination Migliore attrice in una miniserie o film per la televisione a Vanessa Redgrave

Bratislava International Film Festival
- 2005 Nomination Gran Premio a Carlo Gabriel Nero